# Fishbourne Roman Palace

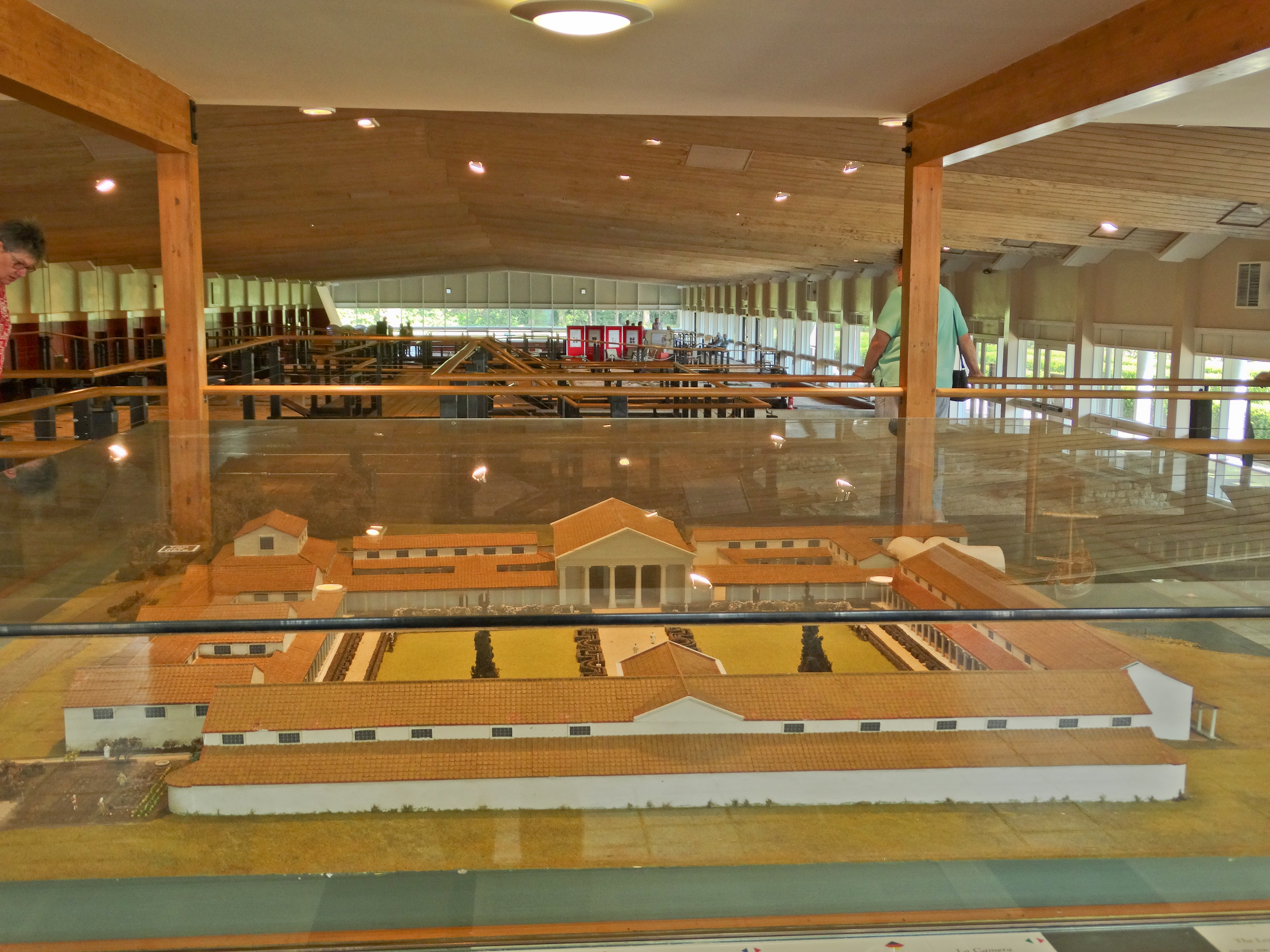
Im Vordergrund ein Modell der Villa; im Hintergrund der Innenraum des Museums

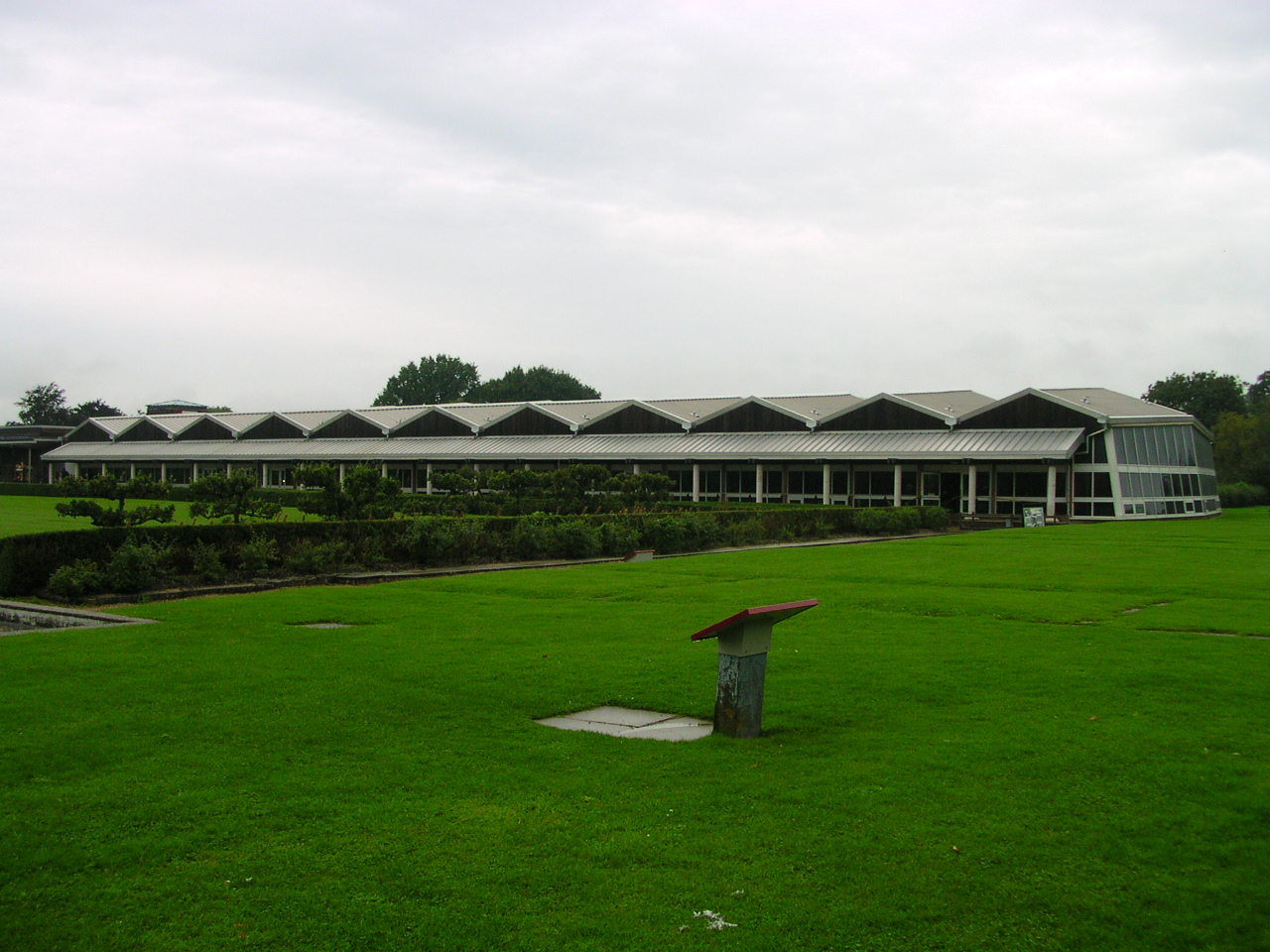
Museum, Außenansicht

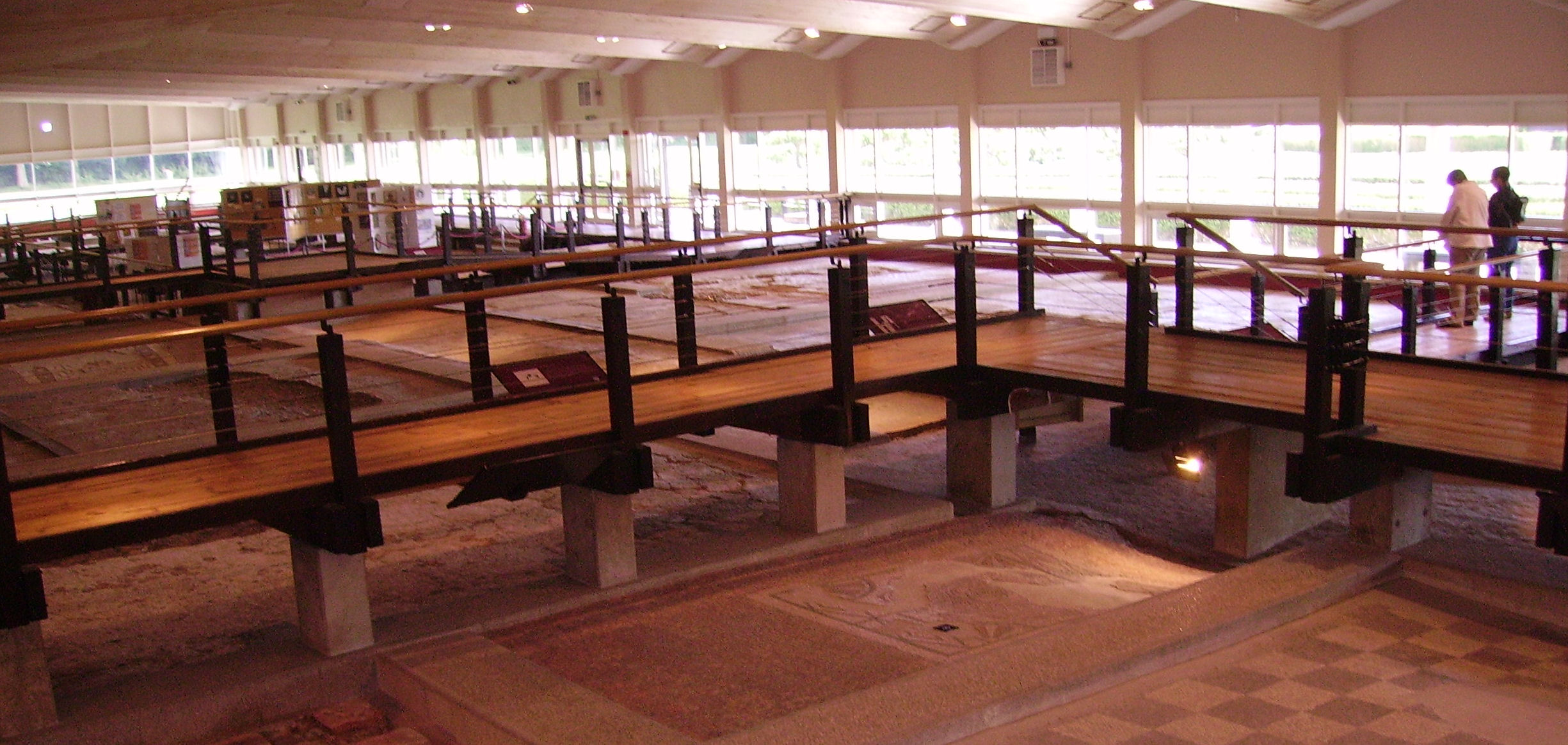
Im Museum

Fishbourne Roman Palace (deutsch „Römischer Palast in Fishbourne“) ist ein archäologisches Museum in dem südenglischen Ort Fishbourne, West Sussex.

## Geschichte

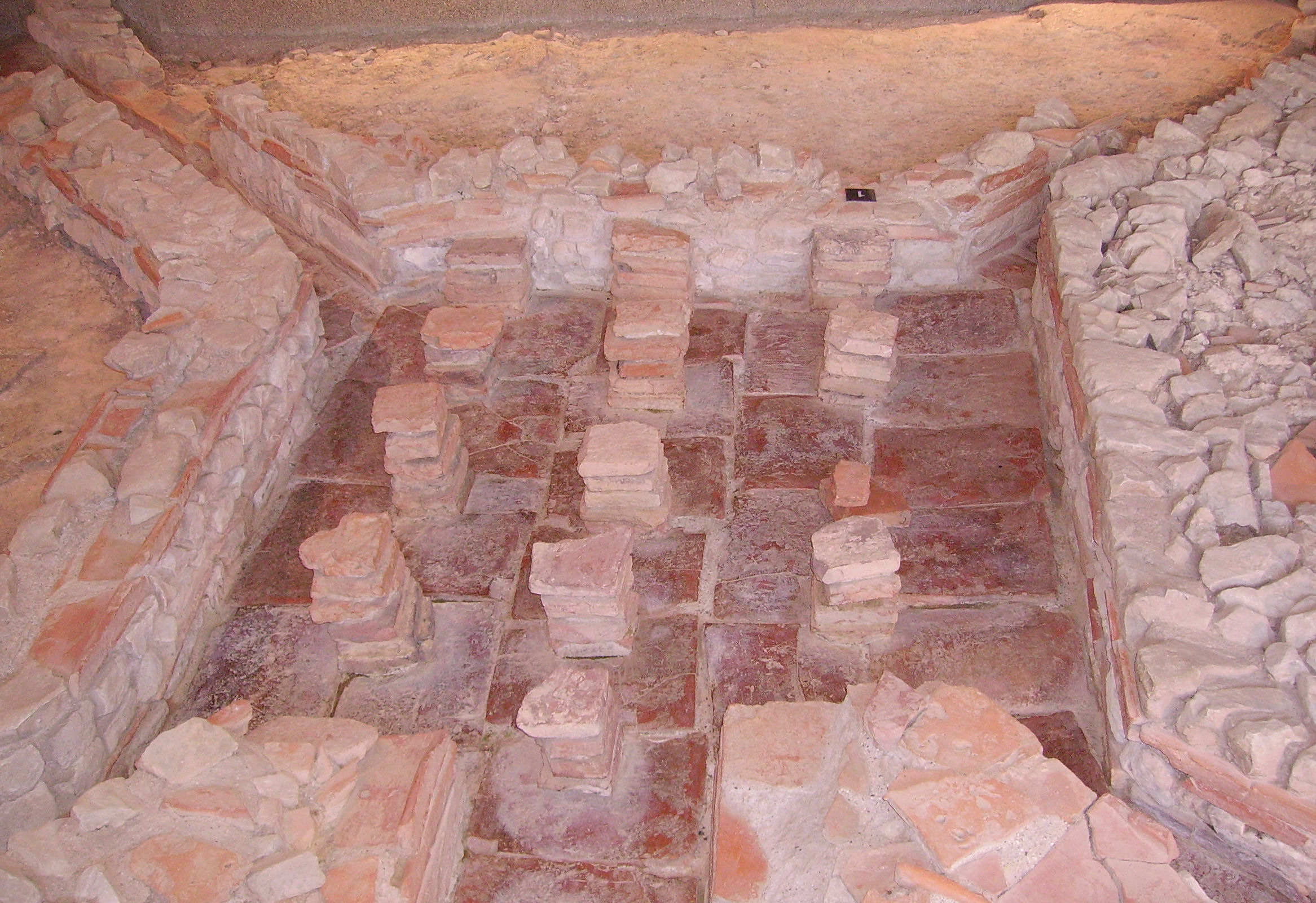
Hypokausten

In dem Dorf Fishbourne wurden 1960 beim Bau einer Wasserleitung die Reste einer großen römischen Villa gefunden, die in den folgenden Jahren von Barry Cunliffe zum Teil ausgegraben werden konnte und zu den größten römischen Villen nördlich der Alpen gehört.
Älteste Reste hier stammen aus der Zeit kurz nach 43 n. Chr., als England von den Römern erobert wurde. Es handelt sich um hölzerne Baracken, die wahrscheinlich von einem Militärlager stammen. Es fanden sich zwei Bauten, wobei man Pfosten fand, die in mehreren Reihen parallel dicht nebeneinander standen. Diese Pfosten können kaum die Wände antiken Bauten darstellen, stattdessen handelt es sich mit aller Wahrscheinlichkeit um Stützen für eine Plattform. Nur am Nordende fanden sich keine Pfosten im Inneren des Gebäudes, sondern nur an der Stelle der Wände. Bei dem ganzen Bau handelte es sich vielleicht um einen Getreidespeicher, der auf einer erhöhten Plattform stehen musste, damit das Getreide trocken blieb. Im Norden scheint es einen extra Raum gegeben zu haben, der nicht auf einer Plattform stand und wo das Getreide oder andere Lebensmittel ein- und ausgeladen werden konnten.
In neronischer Zeit setzt hier anscheinend eine zivile Besiedlung ein und um 60 ist ein erstes großes Gebäude in Stein errichtet worden. Diese Bauten sind nur schlecht erhalten, doch konnten ein großer Hof und eine Badeanlage festgestellt werden.

## Der flavische Palast

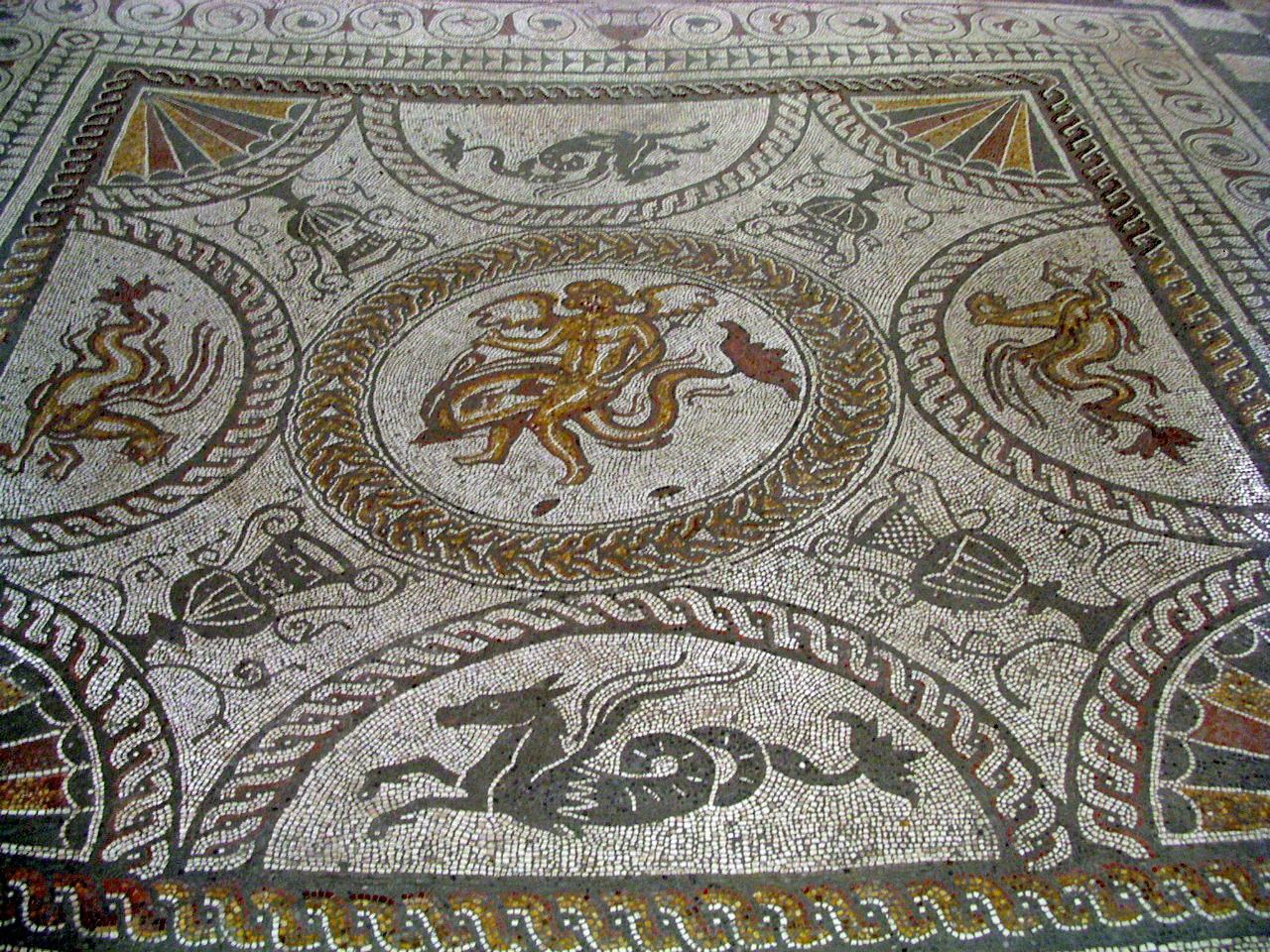
Das Delfinmosaik

Zwischen 75 und 80 wurde das neronische Gebäude abgerissen und durch eine große Villa ersetzt, die man durchaus auch als Palast bezeichnen kann. Der Palast wurde von Osten her durch ein säulengeschmücktes Tor und eine dahinter liegende Torhalle betreten. Vier Säulen schmückten die Fassade und vier weitere standen in der eigentlichen Eingangshalle. Am Ende der Halle gab es ein großes Wasserbecken. Von dort gelangte man in einen großen Garten, um den sich der ganze Gebäudekomplex gruppierte.
Der Westflügel, genau gegenüber dem Eingang gelegen, war zweifellos das Zentrum der Anlage. Die Bedeutung dieses Gebäudeteiles ist auch an dem Umstand abzulesen, dass er auf einer 1,5 m hohen Terrasse errichtet wurde. Leider führte dies auch dazu, dass dieser Gebäudeteil im Laufe der Jahrhunderte besonders stark der Witterung ausgesetzt war und deshalb schlechter als andere Teile erhalten ist. Zentrum des Westflügels war eine große Halle genau in der Achse des Gebäudes und gegenüber dem Eingang platziert. Sie war 10,6 m × 9,4 m groß mit einer 6 m breiten Apsis an der Rückwand. Der Fußboden dieser Halle war schon stark zerstört, doch fanden sich kleine Fragmente eines Mosaikfußbodens mit besonders kleinen Steinen, die belegen, dass hier ein Mosaik von besonderes hoher Qualität verlegt wurde. An den Wänden der Apsis stand einst eine Holzbank, deren Abdrücke an der Wand noch sichtbar waren. Die Fassade dieser Halle wurde von vier Säulen geschmückt, die einst wahrscheinlich 7,6 m hoch waren. Hier gab es auch eine Treppe, die auf die Terrasse des Westflügels führte. Diese Halle war das Zentrum des Westflügels des Palastes. Nur die nördlich von der Audienzhalle gelegenen Teile sind bisher ausgegraben. Es handelt sich um eine Reihe von Räumen, die alle mit geometrischen, schwarz-weißen Mosaiken ausgestattet sind. Es können zwei Raumgruppen unterschieden werden, die nicht miteinander verbunden waren, aber anscheinend Türen zum Garten hin hatten. Die Räume waren einst reich ausgemalt.

### Westflügel
Der Westflügel war das Zentrum der Palastanlage. Er war der Teil der Anlage, der sofort gesehen wurde, und wahrscheinlich auch der Teil, in dem sich die wichtigsten Verwaltungsräume befanden. Dieser Teil ist auf etwas erhöhten Grund erbaut worden und überragte somit den Rest der Anlage um etwas mehr als einen Meter. Etwas mehr als die Hälfte der Räume konnte ausgegraben werden. Durch die erhöhte Lage war dieser Teil des Palastes weniger durch Erde geschützt und somit dem Ackerbau im Mittelalter besonders ausgesetzt, weswegen er vergleichsweise schlecht erhalten ist.
Das Zentrum des Westflügels bildete eine Halle mit Apsis, die genau in der Achse des Palastes, gegenüber vom Haupteingang, lag. Es dürfte sich mit einiger Sicherheit um die Audienzhalle gehandelt haben. Der Boden der Halle hatte einst ein Mosaik, von dem sich jedoch nur noch wenige Reste fanden. Diese zeigen besonders kleine Mosaiksteine und deuten damit auf eine hohe Qualität hin.

### Nordflügel

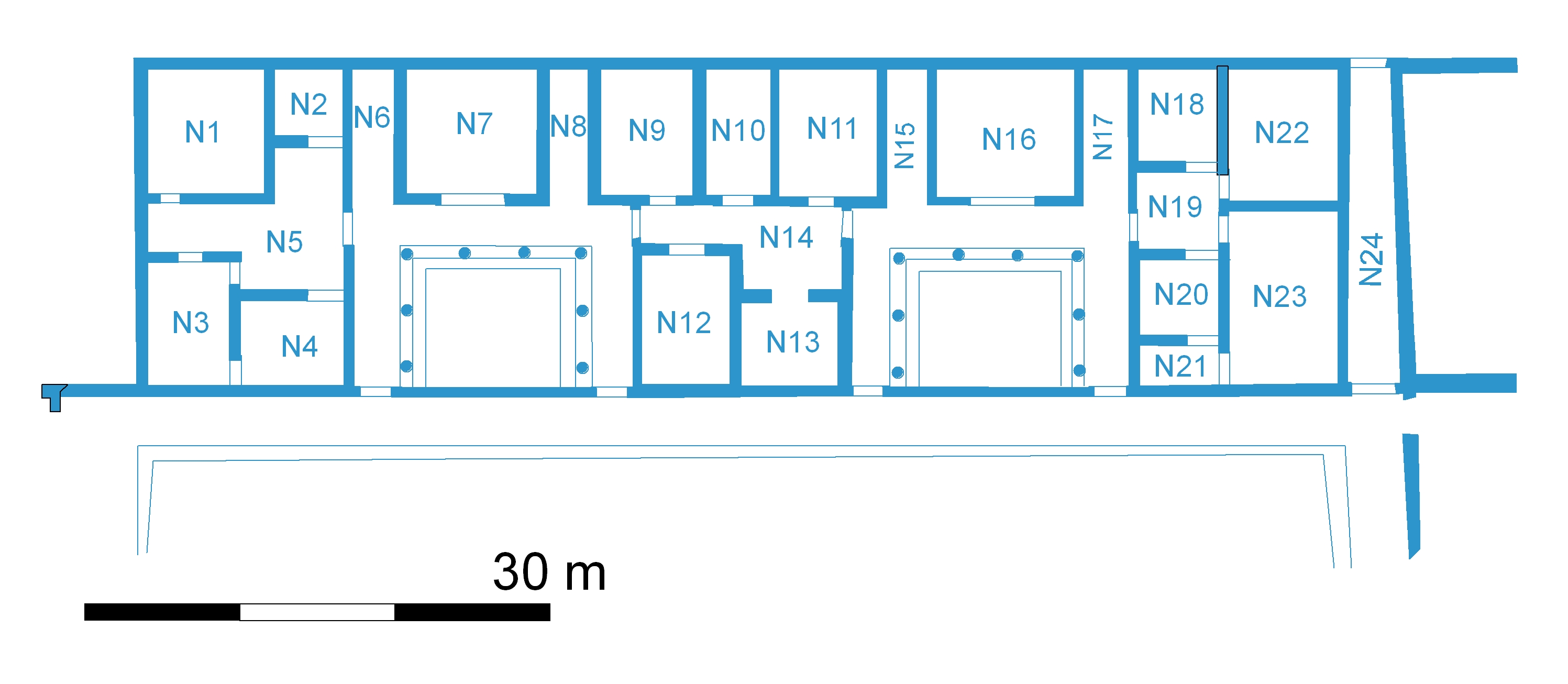
Plan des Nordflügels

Der Nordflügel bestand aus einer großen Anzahl von Räumen (N1–N24), die sich um zwei Peristyle gruppierten. Die Peristyle ihrerseits öffneten sich im Süden zum großen Zentralgarten der Palastanlage. Im Nordflügel befanden sich anscheinend diverse reich ausgestattete Wohneinheiten. Die erste von ihnen bestand aus fünf Räumen (N1–N5). Der größte Raum (N1) war einst mit einem schwarz-weißen, geometrischen Mosaik ausgestattet, von dem jedoch nur noch wenige Reste erhalten sind, da auf das Mosaik im zweiten Jahrhundert Hypokausten gebaut wurden. Ein weiterer Raum (N3) war wiederum mit einem schwarz-weißen, geometrischen Mosaik ausgelegt. Hier findet man Quadrate, die mit mindestens drei Typen von Mustern gefüllt und durch ein Netz von Linien miteinander verbunden sind. Ein dritter Raum in diesem Wohntrakt zeigt ein einfaches Muster von schwarzen Quadraten und weißen Rechtecken.
Östlich von diesem Wohntrakt lag das erste Peristyl und auf der Nordseite ein weiterer großer Raum (N7), der von zwei kleinen länglichen Räumen flankiert wurde. Bei dem großen Raum mag es sich um ein Speisezimmer gehandelt haben. Die Funktion der beiden kleinen flankierenden Räume ist unbekannt, doch wird es sich um Zimmer gehandelt haben, die mit dem großen Esszimmer in Verbindung standen. Der große Raum war mit einem Mosaik geschmückt, das im Zentrum 16 Quadrate zeigte, die mit verschiedenen Mustern ausgefüllt waren. Die Rahmung zeigt eine Mauer mit Toren. Aus dem Schutt, der den Raum füllte, stammen Reste von einem Stuckfries, der wahrscheinlich die Wand zur Decke abschloss. Er zeigt jeweils ein Paar von Vögeln vor einem Gefäß. Darunter befindet sich eine sogenannte Perlschnur. Solche Stuckfriese sind aus Italien bekannt, doch bisher nur in diesem Palast in Britannien belegt und unterstreichen die besondere Bedeutung dieser Anlage. Dieser Raum war mit in Marmor eingelegten Paneelen dekoriert. Der verwendete Marmor kam aus fast allen Teilen des römischen Reiches. Es fand sich Purbeck-Marmor, ein grauer Marmor, vielleicht von der Isle of Purbeck. Andere Sorten kamen aus der heutigen Türkei, aber auch aus Griechenland von der Insel Skyros.

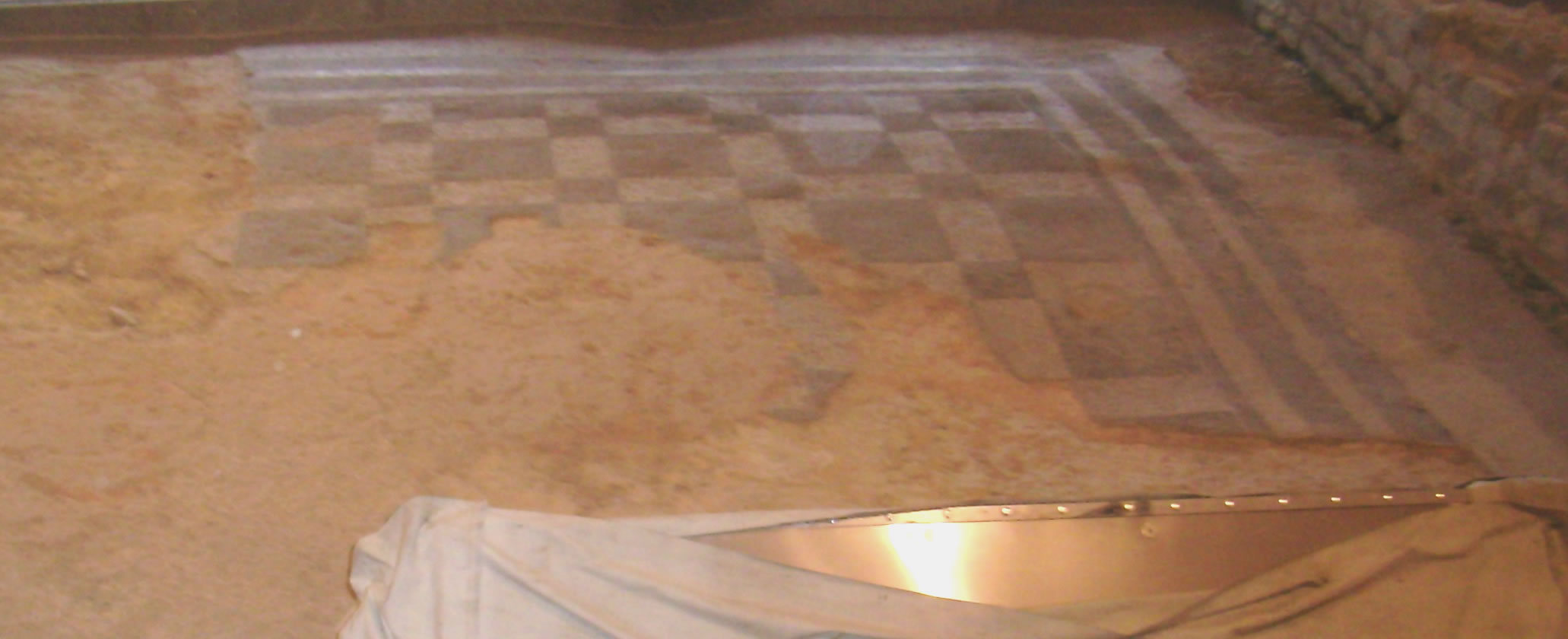
Mosaik aus Raum N4
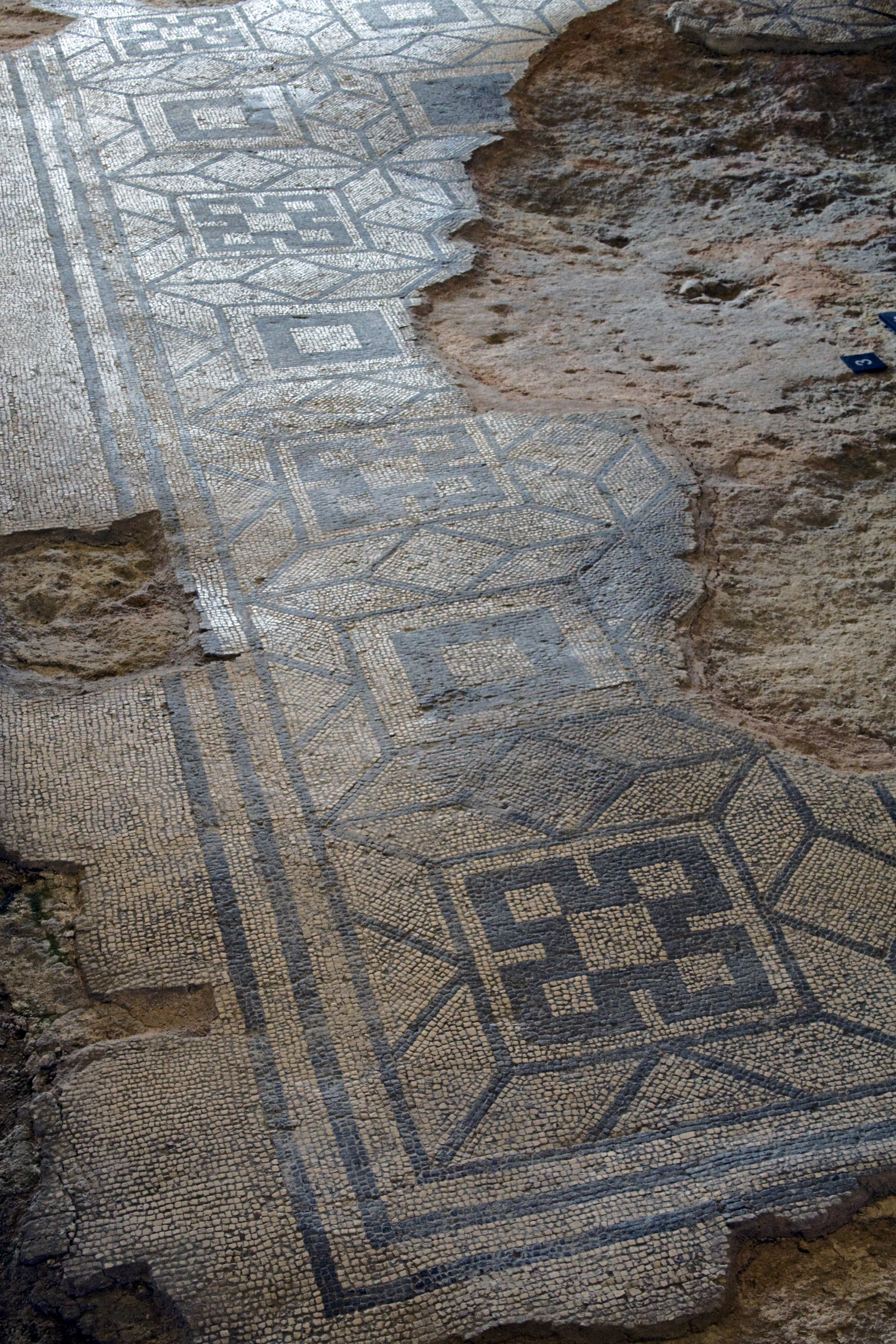
Mosaik aus Raum N3
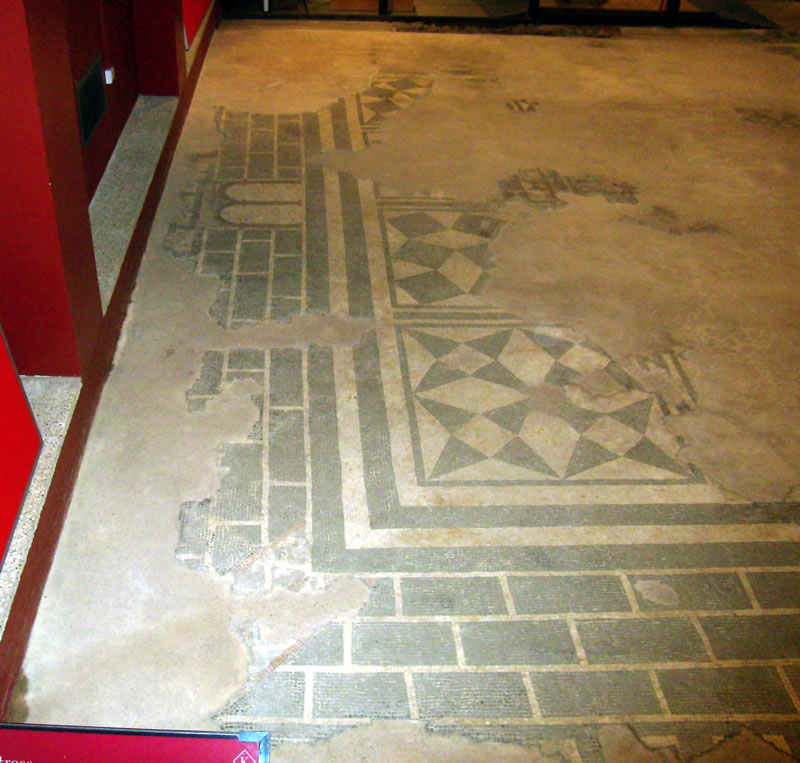
Mosaik aus Raum N7
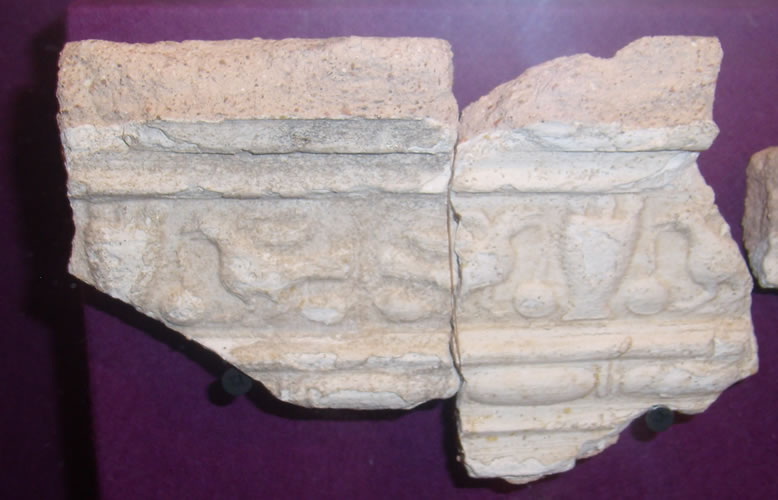
Fragment eines Stuckfrieses

Die mittlere Wohneinheit (N9–N14) hat im Zentrum einen L-förmigen Raum/Korridor (N14), von dem sich einst die Eingänge in die eigentlichen Wohnräume öffneten. Der Boden dieses Korridors war einst mit einem Mosaik dekoriert, von dem sich jedoch nur noch minimale Reste fanden. Das Gleiche gilt für die drei kleineren Räume im Norden des Korridors. Bemerkenswert sind die Wandmalereien von Raum N9, die sich noch in großen Bruchstücken auf dem Boden fanden und wahrscheinlich in flavische Zeit datieren und somit zur Originalausstattung des Palastes gehören. Die Malereien zeigten einen etwa ein Meter hohen Sockel, der rosa-roten Marmor imitierte. Dieser gemalte Marmor wurde von schwarzen Feldern getrennt. Die Hauptwand zeigte eine Felderdekoration, wobei die einen Felder wiederum bunten Marmor kopierten, während die anderen einen eher einfachen Marmor in orange zeigten. Raum N10 war der mittlere der drei nördlichen und scheint einst reich mit Marmor dekoriert gewesen zu sein. Auch die beiden südlichen Räume waren mit einem Mosaik ausgelegt. Von dem Boden in Raum N13 sind heute nur noch kleine Teile zu sehen. Viel besser ist das Mosaik in Raum N12 erhalten, da nie ein weiteres Mosaik ausgelegt wurde. Der Boden zeigt eine Serie von Kreuzen und Quadraten, die wiederum durch schwarze Linien verbunden sind, die vage Räumlichkeit vortäuschen. In den Kreuzen finden sich entweder Reihen von Dreiecken oder schwarze Balken. Die Quadrate zeigen diverse Binnenmuster. Auch die Wandmalereien in diesem Raum lassen sich zu einem gewissen Grad rekonstruieren, da die Wände nach der flavischen Zeit anscheinend nicht übermalt wurden. Die Wände hatten wiederum eine Sockelzone, die rot-rosa bemalt war und anscheinend Granit imitieren sollte. Darüber sind wieder Paneele gemalt worden, die anscheinend auch wieder exotische Steine kopierten.

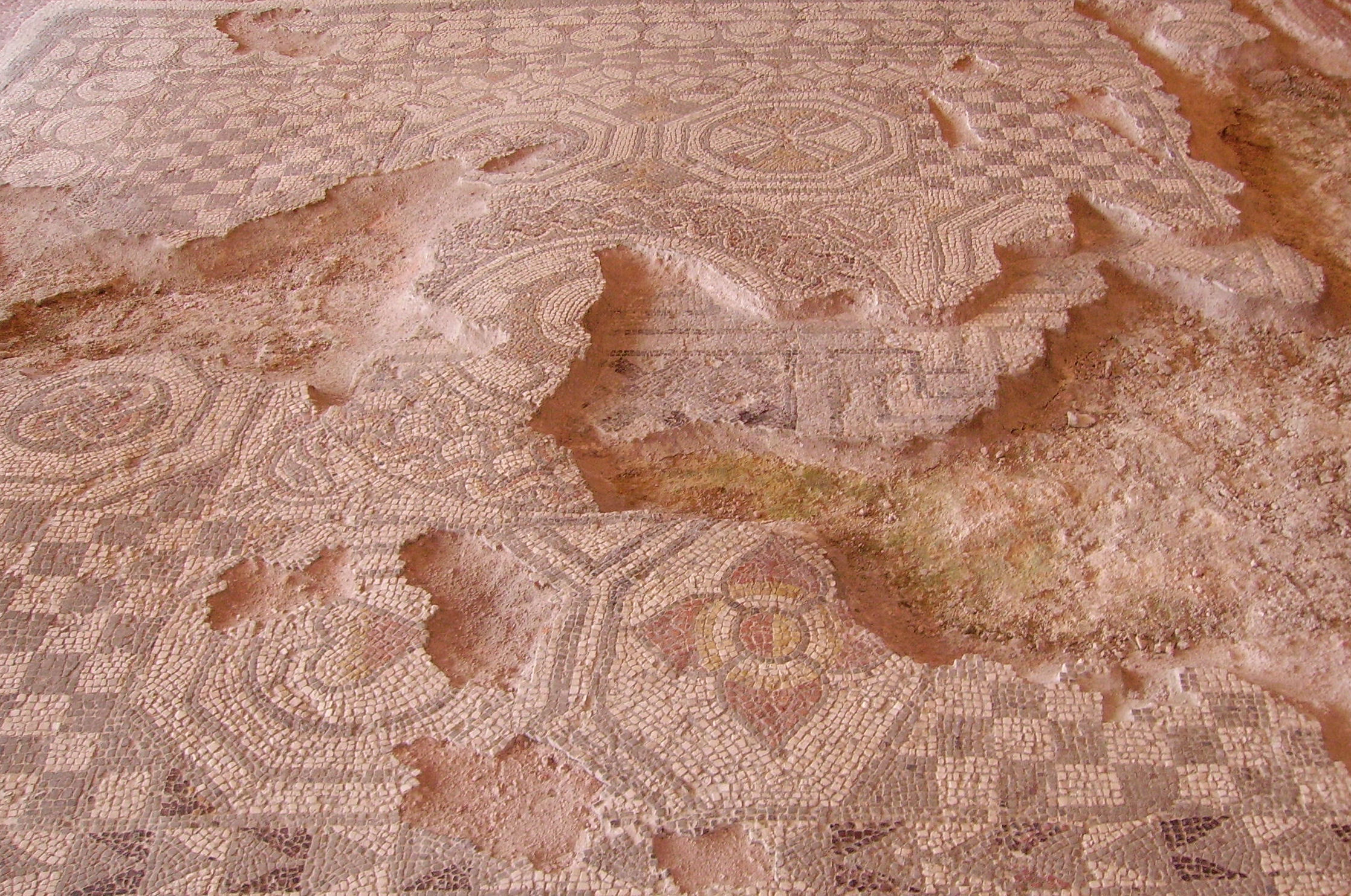
Mosaiken in Raum N13, der originale Mosaikboden ist in der Mitte zu sehen
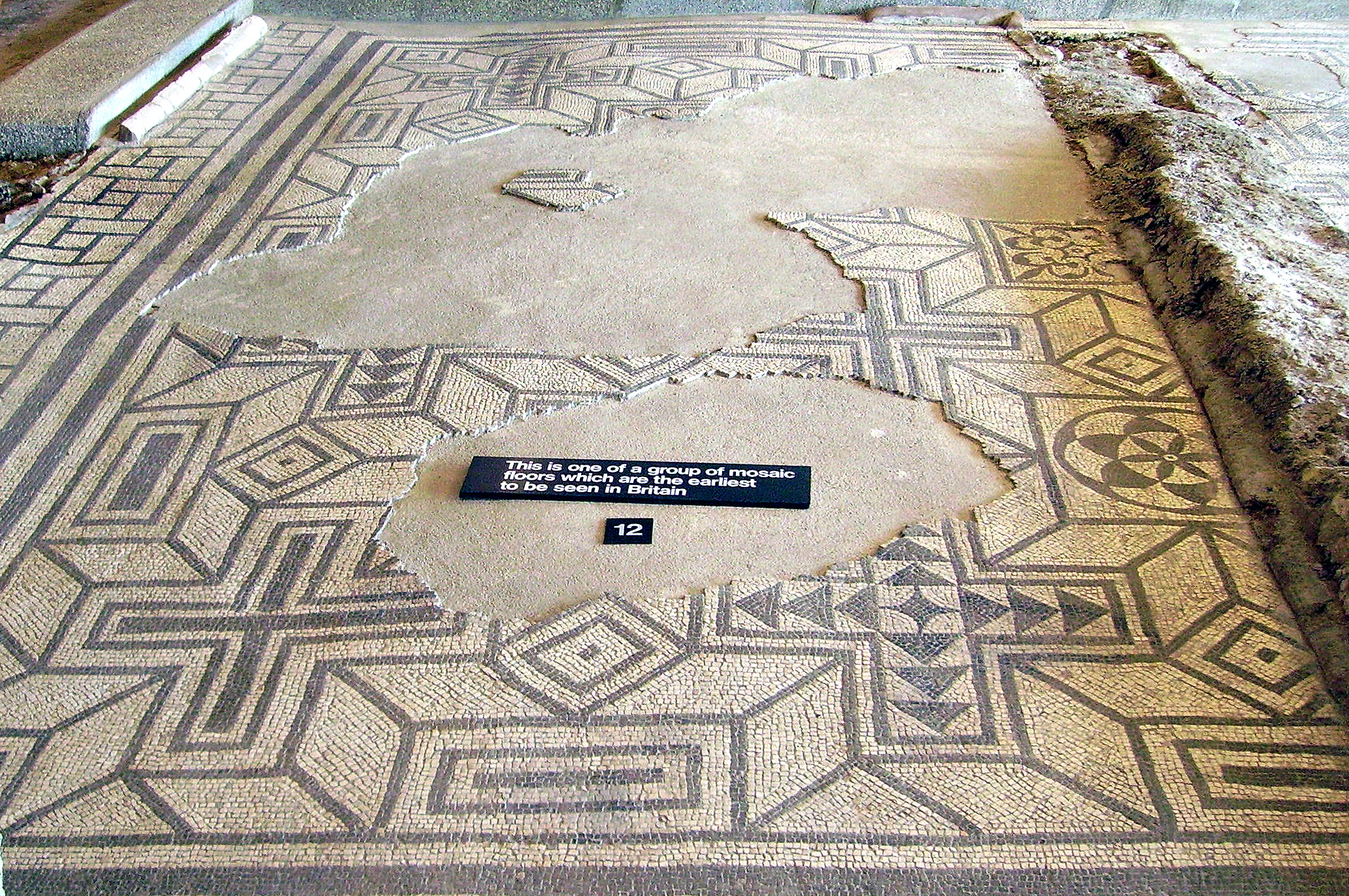
Mosaik in Raum N12

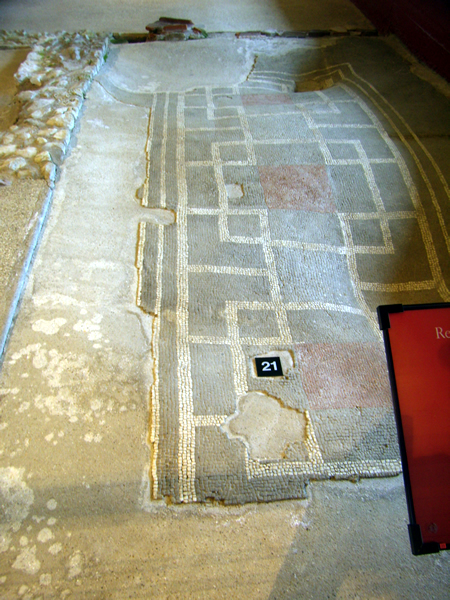
Mosaik im Raum N21

Östlich der mittleren Wohneinheit schließt sich ein weiteres Peristyl an, neben dem sich wiederum ein großer Speisesaal (N16) befindet. Dieser Teil des Gebäudes hat durch spätere Umbauten besonders gelitten, weswegen kaum etwas von der ursprünglichen Ausstattung erhalten ist. Ganz im Osten findet sich schließlich die dritte Wohneinheit im Nordflügel des Baus, die aus sechs Räumen besteht: vier kleinere auf der Westseite und zwei größere im Osten. Nur von drei der kleineren Räumen sind Teile der ursprünglichen Mosaikausstattung erhalten. Das Mosaik in Raum N21 ist schwarz mit einem geometrischen Muster in weiß und roten Quadraten. Am Rand des Mosaiks befindet sich ein kleiner diamantförmiger Stein als Teil des Mosaiks. Vielleicht ist das eine Signatur des Künstlers. Der Raum N21 diente eventuell als Vorzimmer für Raum N23.

## Die Mosaiken
Die schwarz-weißen Mosaiken des Palastes gehören zu den frühesten in England und sind vielleicht von einer Werkstatt oder einem Handwerker aus Italien angefertigt worden. Sie haben wenige Vergleichsbeispiele in England. Ein Mosaik ist einem aus Besançon sehr ähnlich und unterstreicht die Vermutung, dass die Handwerker von außerhalb kamen.

## Besitzer
Der Besitzer der Anlage war mit ziemlicher Sicherheit König Tiberius Claudius Cogidubnus. Dieser wird von Tacitus als Vasallenkönig unter Vespasian in Britannien erwähnt und ist auch von einer Inschrift bekannt, die sich im benachbarten heutigen Chichester fand, das wohl seine Hauptstadt war.
Nach dem Tode des Cogidubnus ist die Verwaltung in dieser Gegend vollkommen in römische Hand übergegangen. Der Palast wurde deshalb nicht mehr gebraucht, und es lassen sich diverse Umbauten nachweisen, die darauf deuten, dass das Gebäude an verschiedene Eigentümer, die sich den Bau teilten, überging. Um 280 brannte der Bau schließlich nieder und wurde danach nie wieder aufgebaut.

## Sonstiges

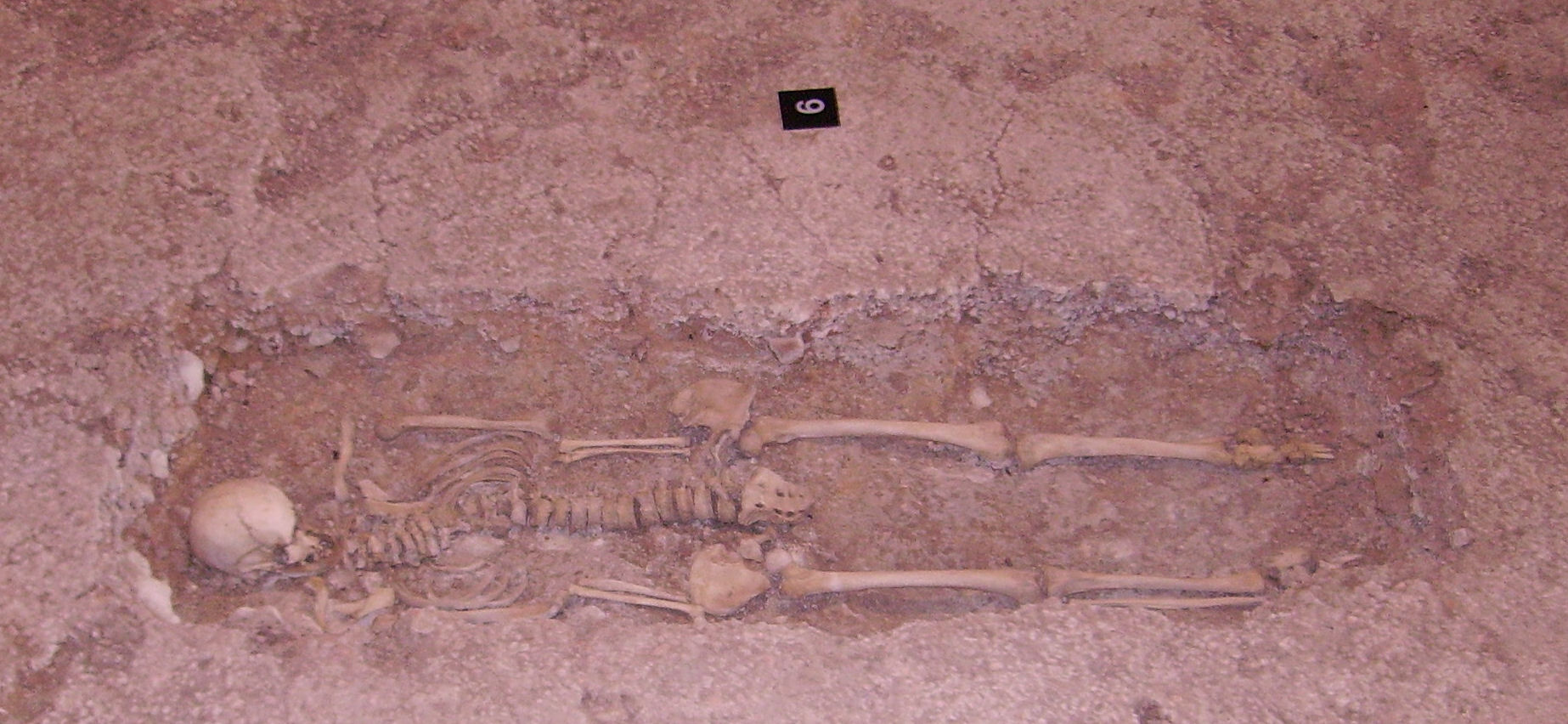
Skelettfund in Fishbourne

Die Villa ist Schauplatz eines Romans von Lindsey Davis (A Body in the Bath House; deutsch „Eine Leiche im Badehaus“), der den Skelettfund bei den Hypokausten von Fishbourne aufgreift.